# Suddivisioni della Corea del Nord

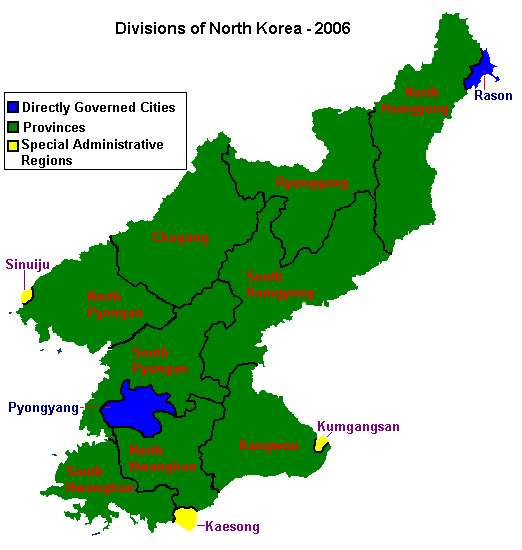
Suddivisioni di primo livello della Corea del Nord

La Corea del Nord è suddivisa su tre livelli gerarchici. Questi livelli hanno equivalenti nelle suddivisioni amministrative della Corea del Sud. Al livello più alto vi sono nove province, una città governata direttamente, due città speciali e tre divisioni amministrative speciali. Al secondo livello, ci sono le contee, le città, i quartieri e i distretti. Infine, questi ultimi sono suddivisi in entità territoriali di terzo grado come i villaggi o i distretti per i lavoratori. Il terzo livello amministrativo è stato adottato per volere di Kim Il-sung nel 1952, durante una revisione delle autonomie locali. Precedentemente il paese utilizzava un sistema a livelli come quello ancor utilizzato in Corea del Sud.

## Divisioni di primo livello
Le nove province derivano dalle tradizionali province della Corea ed includono ampie zone del paese. Esistono diversi tipi di città amministrate in modo particolare, in ragione della loro particolare importanza o di regimi economici privilegiati. Esiste una città amministrata direttamente (직할시, Chikhalsi) ovvero Pyongyang, che la capitale del paese e due città speciali (특별시, T'ŭkpyŏlsi) ovvero Rasŏn e Namp'o. Queste sono città autonome, che non vengono amministrate da alcuna provincia. Sono esistite da altre due città speciali ovvero Chongjin e Hamhŭng ma sono state poi riassorbite dalle rispettive province. Esistono anche tre divisioni amministrative speciali: Sinŭiju, creata al confine con la Cina per instaurarvi un'economia di mercato; Kaesŏng, che è un'area industriale dove possono lavorare cittadini sudcoreani e Kŭmgangsan, istituita per gestire i flussi turistici della zona. 

### Province (do)
- Kangwon
- Chagang
- Ryanggang
- P'yŏngan Settentrionale
- P'yŏngan Meridionale
- Hamgyŏng Settentrionale
- Hamgyŏng Meridionale
- Hwanghae Settentrionale
- Hwanghae Meridionale

### Città autonome

#### Città amministrate direttamente (Chikhalsi)
- Pyongyang

#### Città speciali (t'ŭkpyŏlsi)
- Rasŏn
- Namp'o

### Regioni speciali
- Regione turistica di Kŭmgangsan
- Regione amministrativa speciale di Sinŭiju
- Regione industriale di Kaesŏng

## Divisioni di secondo livello
Il secondo livello amministrativo è costituito da contee (군, Kun) e città (시, Si), che sono rispettivamente le zone meno popolose o più popolose di una determinata provincia. Alcune province sono divise anche in distretti. Le città speciali sono divise in quartieri (Kuyŏk).

## Divisioni di terzo livello
Le parti rurali di città e contee sono organizzate in villaggi (Ri, 리, 里), le aree centrali delle città sono divise in quartieri (Tong,  동, 洞 ) mentre quelli delle contee in cittadine (Ŭp, 읍, 邑). Alcune contee hanno anche distretti dei lavoratori (Rodongjagu, 로동자구, 勞動者區).